# Edi Rock
Edivaldo Pereira Alves (São Paulo, 20 de setembro de 1970), conhecido pelo seu nome artístico, Edi Rock, é um rapper e compositor brasileiro.

## Biografia
Começou sua carreira em 1984, quando fazia bailes em residências ao lado de seu companheiro KL Jay. Em 1988, na periferia da cidade de São Paulo, ao lado do próprio KL Jay, Mano Brown e Ice Blue, funda o grupo de rap Racionais MC's do qual é integrante até os dias de hoje.
São de autoria de Edi Rock as canções "Mágico de Oz" ,"Tempos Difíceis", "Negro Drama", "A Vida é Desafio" e "Rapaz Comum", além de várias outras as quais fez em parceria com Mano Brown e Ice Blue. Além disso, compôs uma canção em parceria com a banda inglesa Asian Dub Foundation na faixa 19 Rebellions sobre as rebeliões orquestradas pelo PCC (Primeiro Comando da Capital) em 2001 e seu exemplo como ação organizada contra o Estado e o status quo.
Em 2012, Edi Rock lançou a canção "That's My Way" junto com Seu Jorge, a qual foi indicada para o Prêmio VMB como "Melhor Videoclipe", onde perdeu para "Mil Faces de um Homem Leal", do próprio Racionais MC's.
Em carreira solo, paralela ao grupo Racionais MC's, Edi Rock lançou o álbum "Contra Nós Ninguém Será" com participações de grandes nomes da música.
Já em 6 de março de 2025 foi agraciados com o título de Doutor Honoris Causa pelo Instituto de Filosofia e Ciências Humanas (IFCH) da Unicamp.

## Discografia

### Álbuns com Racionais MC's
- (1990) Holocausto Urbano
- (1992) Escolha o Seu Caminho
- (1993) Raio-X do Brasil
- (1994) Racionais MC's
- (1997) Sobrevivendo no Inferno
- (2001) Racionais MC's Ao Vivo
- (2002) Nada como um Dia Após o Outro Dia
- (2006) 1000 Trutas, 1000 Tretas
- (2014) Cores & Valores

### Coletâneas
- (1994) Racionais MC's

### Álbuns ao vivo
- (2001) Racionais MC's Ao Vivo
- (2006) 1000 Trutas, 1000 Tretas

### DVDs
- (2006) 1000 Trutas, 1000 Tretas

### Álbuns solo
- (1999) Rapaz Comum II
- (2013) Contra Nós Ninguém Será
- (2019) Origens

## Videografia
- (2013) That's My Way part. Seu Jorge
- (2015) Cava Cava Parte 2 part. Don Pixote
- (2016) Aro 20 part. Calado e RZO
- (2016) Conquista

## Participações de Edi Rock
- Só Favela (Renatinho & Alemão)
- A Lei (RZO)
- Neurose (KING)
- Minha Oração (Apocalipse 16)
- Um Dia Lindo (O Rappa)
- Sinto Muito Baby (DBS)
- Sopra Lobo Mal (A Familia)
- Aquecendo as Naves (Don Pixote)
- Vou Sair Fora (Tribunal Mc's)
- Favela (Péricles)
- Vilarejo (Ca.Ge.Be)
- A Gente é Isso Ai (Samprazer)
- De Preto Pra Preto (Tribunal Popular)
- Decepções Humanas (Apocalipse Urbano)
- That's My Away (Seu Jorge)
- Favela Vive IV (ADL)